# Сан Ђулијано (Козенца)
Сан Ђулијано је насеље у Италији у округу Козенца, региону Калабрија.
Према процени из 2011. у насељу је живело 53 становника. Насеље се налази на надморској висини од 24 м.